# Девачан
Девачан (сложена реч; санскритска реч 'дева', богови, и тибетанска реч 'чан' Вилие: 'могу', поседовати, имати, подложни) је „пребивалиште богова” према оригиналном учењу теозофије како је формулисала Хелена Блавацки .

## Теозофија
Девачан се сматра местом где већина душа одлази након смрти где се задовољавају жеље, што одговара хришћанском веровању у небо. Међутим, Девачан је привремено, међустање постојања пре коначног поновног рођења душе у физички свет. 

Путем Мудрости и Знања, човек може достићи Нирвану и ослободити се циклуса рођења и смрти, па чак и „лажног блаженства“ Девачана.

Х. П. Блаватска, "Тајна доктрина" 

## Према Чарлсу Вебстеру Ледбитеру
Чарлс Вебстер Ледбитер је лоцирао "Девачан" на менталном плану много миља далеко изнад површине Земље. Док те душе на нултом нивоу иницијације (огромна већина становника Земље) одлазе у Сумерланд (која се налази на астралној равни само неколико миља изнад површине Земље) када умиру, оне које су достигле први, други , или трећи нивои иницијације иду у Девачан када умру. Коначно небо где се душе на четвртом нивоу иницијације (оне душе које су постале архати и више не морају да се реинкарнирају) називају Нирвана. Када се достигне четврти ниво иницијације, човек може постати пратјекабуда и одмах ући у нирвану, или постати буда или бодисатва и подучавати друге пре него што уђу у нирвану. Човек такође може изабрати да постане Мајстор у духовној хијерархији када достигне четврти ниво иницијације – тада се нечији улазак у Нирвану одлаже милионима, милијардама или трилионима година док се не заврши пењање на лествици иницијације испуњавањем својих задатака као мајстор у духовној хијерархији. 

## Антропозофија
Из перспективе антропозофије, Рудолф Штајнер тврди да су Нижи Девачан (или Небески Свет) и Виши Девачан (или Свет Разума) два „надчулна“ царства, изнад астралног, повезана са емоцијама и импулсима воље. За поређење, ментално подручје је повезано са мишљу. 